# 倒角 (幾何)
在幾何學中，倒角是一種將稜替換為維面的操作，也可以視為切稜（又稱裁邊或截邊）操作的一種。

## 特性
對多面體進行倒角操作之後會使多面體中原有的稜轉變成六邊形面。在康威多面體表示法中，倒角用c表示，並且會使原有有e條稜的多面體產生2e個新頂點、3e條新稜和e個新的六邊形面。

## 倒角多面體
倒角多面體又稱切稜多面體，是指多面體套用倒角變換後形成的立體圖形。宮崎興二、石井源久將這類立體稱為切稜多面体。若將倒角視為將多面體的稜切除則如同截角一樣根據不同的裁切深度會形成不一樣的立體圖形，其可以分為小切稜、中切稜和大切稜，大切稜又稱最大切稜，其代表著切去稜並切至原本的面消失的情況

### 倒角正多面體
較常被探討的倒角多面體為凸正多面體套用倒角變換後的像，其中，倒角四面體、倒角立方體和倒角十二面體在一些與富勒烯相關的研究被探討過。
| 原像 | 正四面體   | 立方體     | 正八面體   | 正十二面體   | 正二十面體   |
| 倒角 | 倒角四面體 | 倒角立方体 | 倒角八面體 | 倒角十二面體 | 倒角二十面體 |

考慮到倒角利用不同深度的切稜操作完成時，可以多產生菱形十二面体、菱形三十面体等立體。
|        | 正四面体 | 立方体       | 正八面体     | 正十二面体   | 正二十面体   |
| ------ | -------- | ------------ | ------------ | ------------ | ------------ |
| 小切稜 |          |              |              |              |              |
| 中切稜 |          |              |              |              |              |
| 大切稜 |          |              |              |              |              |
|        | 立方体   | 菱形十二面体 | 菱形十二面体 | 菱形三十面体 | 菱形三十面体 |

其他倒角多面體
| 原像 | 大十二面體 | 小星形十二面體 | 大二十面體 | 大星形十二面體 |
| 倒角 |            |                |            |                |

其他倒角鑲嵌圖
| 正方形鑲嵌     | 正三角形鑲嵌   | 正六邊形鑲嵌   | 菱形鑲嵌     |
|                |                |                |              |
| 倒角正方形鑲嵌 | 倒角三角形鑲嵌 | 倒角六邊形鑲嵌 | 倒角菱形鑲嵌 |

## 與戈德堡多面體的關係
迭代多次倒角變換可以產生面數更多的多面體，每一次的倒角變換都會產生新的六邊形面，且若原本的多面體是戈德堡多面體，則倒角變換會使戈德堡符號計為GP(m,n)的立體轉變為新的戈德堡多面體，計為GP(2m,2n)。
|             | GP(1,0) | GP(2,0) | GP(4,0) | GP(8,0) | GP(16,0)... |
| ----------- | ------- | ------- | ------- | ------- | ----------- |
| GPIV {4+,3} | C       | cC      | ccC     | cccC    |             |
| GPV {5+,3}  | D       | cD      | ccD     | cccD    | ccccD       |
| GPVI {6+,3} | H       | cH      | ccH     | cccH    | ccccH       |